# تشارلز بوليتي
تشارلز بوليتي، سياسي أمريكي ينتمي إلى الحزب الديمقراطي. ولد تشارلز بوليتي في 2 تموز / يوليو من سنة 1903 شغل بوليتي منصب نائب حاكم ولاية نيويورك الأمريكية ما بين عامي 1939 إلى عام 1942 وشغل بعدها منصب حاكم الولاية منذ 2 كانون الأول من سنة 1942 إلى 31 كانون الأول من نفس العام توفي تشارلز بوليتي في 8 آب / أغسطس من سنة 2002 في اليزابيث تاون بولاية نيويورك.